# انتخابات مجلس نمایندگان ایالات متحده آمریکا (۲۰۱۸)
انتخابات سال ۲۰۱۸ مجلس نمایندگان ایالات متحده آمریکا (انگلیسی: United States House of Representatives elections, 2018) در ۶ نوامبر در برخی از ایالت‌های آمریکا آغاز شد. این انتخابات هر ۵۰ ایالت، ایالات متحده را در بر می‌گیرد. دراین انتخابات میان دوره ای که در دوران رئیس‌جمهور دونالد ترامپ برگزار می‌شود. همه ۴۳۵ کرسی مجلس نمایندگان و ۳۴ کرسی از ۱۰۰ کرسی مجلس سنای ایالات متحده برگزیده خواهند شد. ۳۹ فرماندار ایالتی و منطقه‌ای و تعداد زیادی از انتخابات دولتی و محلی نیز برگزار می‌گردد.
در این انتخابات حزب دموکرات اکثریت مجلس نمایندگان را کسب کرد و حزب جمهوریخواه اکثریت خود را در سنا گسترش داد.